# Prithvi (Rakete)
Prithvi (Sanskrit: pṛthvī „Erde“) ist die erste Generation von indischen ballistischen Raketen. Diese Raketen verfügen über Flüssigkeitsraketentriebwerke und können mit Nukleargefechtsköpfen bestückt werden.
Prithvi sind taktische Boden-Boden-Kurzstreckenraketen (SRBM), die von der indischen Defence Research and Development Organisation (DRDO) im Rahmen des Programms zur Entwicklung integrierter Lenkwaffen (IGMDP) entwickelt wurde. Sie wird vom indischen Strategic Forces Command eingesetzt.
Die Prithvi I wurde ab 1982 entwickelt und war 1994 einsatzbereit.

## Varianten
Das Prithvi-Raketenprojekt umfasste die Entwicklung von drei Varianten für den Einsatz durch die indische Armee, die indische Luftwaffe und die indische Marine. Der anfängliche Projektrahmen des Integrated Guided Missile Development Program umreißt die Varianten folgendermaßen.
- Prithvi I (SS-150) – Armeeversion 150 km Reichweite mit einer Nutzlast von 800 kg[1]
- Prithvi II (SS-250) – Luftwaffenversion 350 km[3] Reichweite mit einer Nutzlast von 500 kg[1]
- Prithvi III (SS-350) – Marineversion 350 km Reichweite mit einer Nutzlast von 800 kg